# 1653 en philosophie
Chronologie de la philosophie
- 1649
- 1650
- 1651
- 1652
- 1653
- 1654
- 1655
- 1656
- 1657

L’année 1653 a été marquée, en philosophie, par les événements suivants :

## Publications
- François Bernier :  Favilla ridiculi Muris, hoc est dissertatiunculæ ridicule defensæ a Joan. Bapt. Morino astrologo aduersus expositam a Petro Gassendo Epicuri philosophiam ; per Franciscum Bernerium Andegavum, doctorem medicum Monspeliensem, Paris, Edm. Martin, 1653, in-4° [1];

- Marin Cureau de La Chambre : Discours sur les principes de la chiromancie (1653)

- Fortunio Liceti : Silloge Hieroglyphica, sive antiqua schemata gemmarum anularium, quæsita Moralia, Politica, Historica, Medica, Philosophica, & Sublimiora.

- Johannes Micraelius : Lexicon philosophicum terminorum philosophis usitatorum.

- Henry More : Conjectura Cabbalistica or, a conjectural essay of interpreting the minde of Moses, according to a threefold cabbala (1653), Reprint of the 1653 ed., London : Thoemmes press, 1997,  251 p. ; Collection : "The Cambridge platonists"

## Naissances
- 3 décembre à Gamberaia entre Pistoia et Florence, dans le Grand-duché de Toscane : Giovanni Battista Tolomei, décédé le 19 janvier 1726 à Rome, était un prêtre jésuite italien, orientaliste, philosophe et théologien. il fut fait cardinal en 1712.